# Contea di Shangcheng
La contea di Shangcheng (商城县S, Shāngchéng XiànP) è una contea della Cina, situata nella provincia di Henan e amministrata dalla prefettura di Xinyang.